# رباط طولاني خلفي
الرباط الطولاني الخلفي (Posterior longitudinal ligament) هو رباط يربط السطوح الخلفية لأجسام الفقرات في جميع فقرات الإنسان. يمنع بشكل ضعيف فرط ثني العمود الفقري. كما أنه يمنع انزلاق الغضروف الفقري الخلفي، على الرغم من أن مشاكل في الرباط يمكن أن تسبب ذلك.

## التشريح
الرباط الطولاني الخلفي يقع داخل القناة الفقرية. يمتد عبر السطوح الخلفية لجسم الفقرات. يمتد من أعلى إلى أسفل بين جسم الفقرة المحورية علويًا، و(تختلف المصادر) العجز وربما العصعص أو القناة العجزية العلوية أسفلًا. يرتبط بالغشاء السقفي للمفصل الفهقي المحوري علويًا، وبالرباط العجزي العصعصي الظهراني العميق أسفلًا.
الرباط يضيق تدريجيًا باتجاه الأسفل. يكون الرباط أكثر سمكًا في الفقرة الصدريّة منه في المنطقتين العنقية والقطنية. وفي المنطقتين الصدريّة والقطنية، يتخذ الرباط سلسلة من الأسنان الحادة مع حواف مقعرة تفصل بينها.
بشكل عام، يكون الرباط الطولاني الخلفي عريضًا جدًا ورقيقًا، وله حواف مسننة. يكون ضيقًا عند أجسام الفقرات (حيث يرتبط بقوة ويغطي الأوردة القاعدية الفقرية)، ويكون أوسع فوق الأقراص بين الفقرات(التي يرتبط بها بشكل أقل إحكامًا للسماح بمرور الأوردة القاعدية الفقرية).

### البنية
هذا الرباط يتكون من ألياف طولية ناعمة لامعة - أكثر كثافة وقوة من ألياف الرباط الطولاني الأمامي - ويتكون من طبقات سطحية تشغل الفراغ بين ثلاث إلى أربع فقرات، وطبقات أعمق تمتد بين الفقرات المتجاورة. تتراكب الألياف العميقة بين كل جسم فقري. تتراكب الألياف السطحية بين فقرات متعددة.

## الوظيفة
يمنع الرباط الطولاني الخلفي بشكل ضعيف فرط ثني العمود الفقري. كما أنه يحد من انزلاق غضروف العمود الفقري، على الرغم من أنه أضيق بكثير من الرباط الطولاني الأمامي.

## الأهمية السريرية
رباط الطول الخلفي أضيق بكثير من الرباط الطولي الأمامي. وبسبب هذا، يحدث انزلاق الغضروف الفقري عادة في اتجاه خلفي جانبي.
يحتوي الرباط الطولاني الخلفي على كثافة أعلى من مستقبلات الأذية مقارنة بالعديد من الأربطة، لذلك يمكن أن يسبب آلام الظهر. كما أنه قد يتعظم، خاصة حول الفقرات العنقية.
يحتوي الرباط الطولاني الخلفي على كثافة عالية من الألياف المحركة للأوعية، مما يسمح بتدفق دم متزايد للاستجابة لتلف الرباط.

## صور إضافية

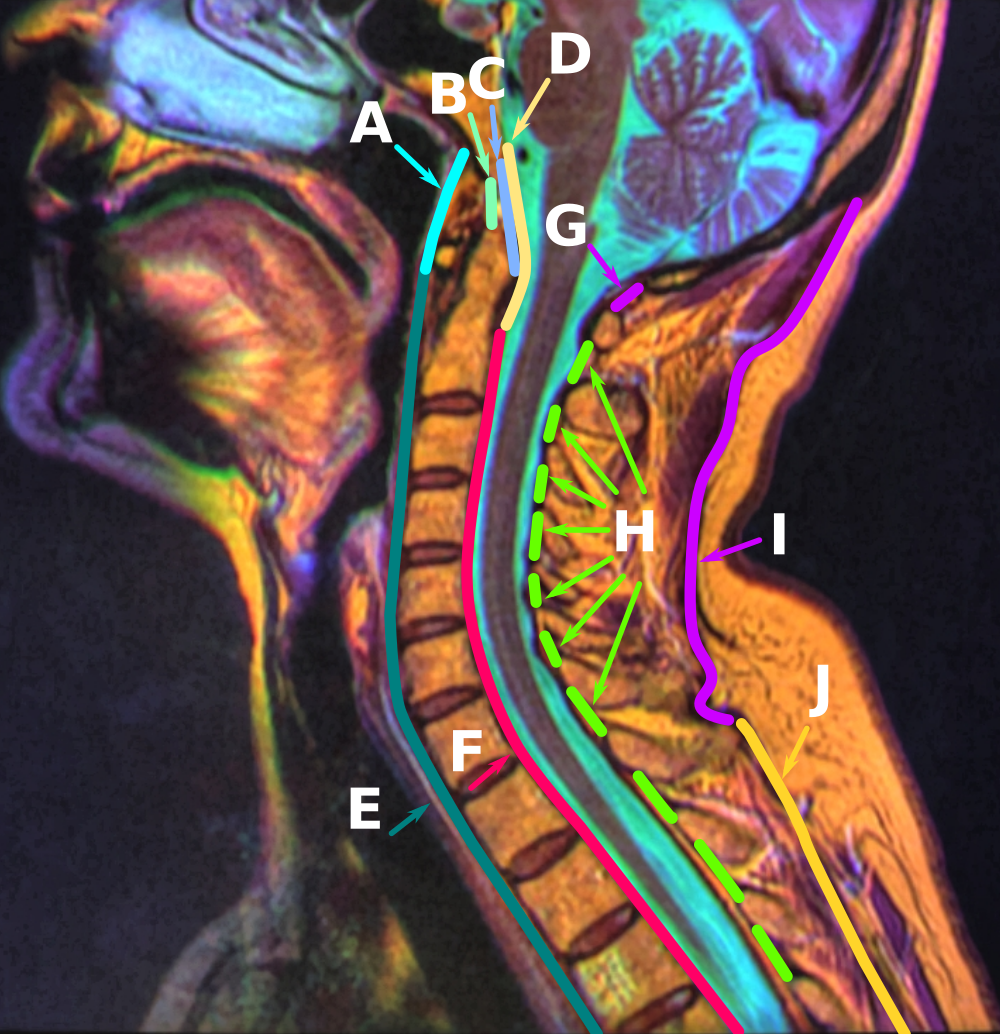
F: الرباط الطولاني الخلفي
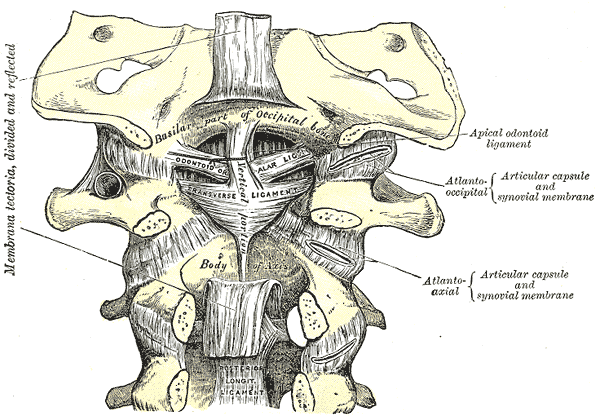
الأربطة الغشائية السقفية والعرضية والجناحية.

## روابط خارجية
- Atlas image: back_bone25 at the University of Michigan Health System - "Vertebral Column, Dissection, Anterior & Posterior Views"